# La Roue Tourangelle
La Roue Tourangelle (oficialmente: La Roue Tourangelle Région Centre Val de Loire-Trophée Harmonie Mutuelle) es una carrera ciclista profesional de un día en Francia, y se disputa en el departamento de Indre y Loira (región Centro), en el mes de marzo o inicios de abril.
Se creó en 2002 como carrera amateur. Desde la creación de los Circuitos Continentales UCI forma parte del UCI Europe Tour, dentro de la categoría 1.2 (última categoría del profesionalismo) hasta 2012 y en la categoría 1.1 desde 2013. 
La prueba tiene su salida en Sainte-Maure-de-Touraine y su llegada en Tours.

## Palmarés
| Año                     | Ganador              | Segundo            | Tercero             |           |
| ----------------------- | -------------------- | ------------------ | ------------------- | --------- |
| ediciones amateur       |                      |                    |                     |           |
| 2002                    | Mariusz Wiesiak      | Serguéi Lagutín    | Daniel Okruciński   |           |
| 2003                    | Serguéi Lagutín      | Maurizio Biondo    | Yohann Gène         |           |
| ediciones profesionales |                      |                    |                     |           |
| 2004                    | Błażej Janiaczyk     | Arnaud Gérard      | Sébastien Minard    |           |
| 2005                    | Gilles Canouet       | Julien Belgy       | Tim Cassidy         |           |
| 2006                    | Serguéi Kolésnikov   | Mikel Gaztañaga    | Michael Reihs       |           |
| 2007                    | Yuri Trofímov        | David Tanner       | Дмитро Кривцов      |           |
| 2008                    | Vitaliy Kondrut      | Roman Chuchulin    | Jarosław Marycz     |           |
| 2009                    | Arnaud Molmy         | Médéric Clain      | Dimitry Samokhvalov |           |
| 2010                    | Yann Guyot           | Nicolas Baldo      | Dimitry Samokhvalov |           |
| 2011                    | David Veilleux       | Anthony Delaplace  | Sébastien Chavanel  |           |
| 2012                    | Viacheslav Kuznetsov | Rafaâ Chtioui      | Ígor Bóyev          |           |
| 2013                    | Mickaël Delage       | Benjamin Giraud    | Yauheni Hutarovich  |           |
| 2014                    | Angelo Tulik         | Yauheni Hutarovich | Adrien Petit        |           |
| 2015                    | Lorrenzo Manzin      | Clément Venturini  | Jan Dieteren        |           |
| 2016                    | Samuel Dumoulin      | Olivier Pardini    | Julien Duval        |           |
| 2017                    | Flavien Dassonville  | Fabien Grellier    | Anthony Delaplace   |           |
| 2018                    | Marc Sarreau         | Samuel Dumoulin    | Hugo Hofstetter     |           |
| 2019                    | Lionel Taminiaux     | Robin Carpenter    | Marc Sarreau        |           |
| 2020                    | cancelada            | cancelada          | cancelada           | cancelada |
| 2021                    | Arnaud Démare        | Nacer Bouhanni     | Marc Sarreau        |           |
| 2022                    | Nacer Bouhanni       | Bryan Coquard      | Sandy Dujardin      |           |
| 2023                    | Rory Townsend        | Gerben Thijssen    | Pierre Barbier      |           |
| 2024                    | Jason Tesson         | Gerben Thijssen    | Jenthe Biermans     |           |
| 2025                    |                      |                    |                     |           |

## Palmarés por países
Solamente contabilizadas las ediciones profesionales.
| País    | Victorias |
| ------- | --------- |
| Francia | 12        |
| Rusia   | 3         |
| Polonia | 1         |
| Ucrania | 1         |
| Canadá  | 1         |
| Bélgica | 1         |
| Irlanda | 1         |
| Noruega | 1         |